# Cascades Belmore
Les cascades Belmore són unes cascades que pertanyen al rierol Barrengarry, situades a les Terres Altes del sud i a Illawarra, a Nova Gal·les del Sud, Austràlia.

## Localització i característiques
Situades a aproximadament 6,5 km al sud de la ciutat de Robertson, les caigudes d'aigua descendeixen des de l'escarpat Illawarra (situat a 552 m sobre el nivell del mar), fins a l'extrem nord del Kangoroo Valley, dins del Parc Nacional Morton. L'aigua descendeix en tres caigudes, des d'una altura total que oscil·la entre els 77 i 130 m. Es veuen millor des del mirador Hindmarsh, accessible a poca distància a peu des d'una carretera que es dirigeix cap al sud-est de Burrawang.
Les caigudes van ser nomenades en honor de Somerset Lowry-Corry, 4t Earl de Belmore, el llavors governador de Nova Gal·les del Sud.